# Ernst Joerges
Ernst Jörges (* 1. April 1874 in Klein Kiesow, Kreis Greifswald; † 20. März 1926 in Berlin) war ein deutscher Reichsrichter und antisemitischer Politiker.

## Leben
Nach Gymnasialbesuch in Rostock studierte er Rechts- und Kameralwissenschaft zunächst an der Universität Leipzig. 1891 wurde er im Corps Budissa aktiv. Als Inaktiver wechselte er an die Friedrich-Wilhelms-Universität zu Berlin und die Universität Rostock (1893). Hier wurde er auch als Gerichtsassessor im Jahre 1900 promoviert. Später wirkte er als Reichswirtschaftsgerichtsrat am 1919 gegründeten Reichswirtschaftsgericht in Berlin. Sein besonderes Interesse galt dem Antisemitismus. So findet sich seine Unterschrift unter dem antisemitischen Aufruf des Alldeutschen Verbandes vom 19. Oktober 1918. Danach wurde er Mitglied des von dieser Organisation Ende Oktober 1918 gebildeten „Judenausschusses“ (neben Konstantin Freiherr von Gebsattel, Gründer und Stuhlherr der „Germanenloge“, Wilhelm Bacmeister, Georg Fritz, August Gebhard, Alfred Jacobsen, Paul Langhans, Julius Friedrich Lehmann, Karl Lohmann, Paul Lucius, Gustav Petzoldt, Alfred Roth, Wilhelm Schlüter, Leopold von Vietinghoff-Scheel, Adolf Bartels und Ferdinand Werner). Daraus entstand im Februar 1919 in Bamberg der Deutsche Schutz- und Trutzbund zur Bekämpfung des Judentums und im Oktober 1919 durch die Fusion mit dem Reichshammerbund und dem Deutschvölkischen Bund der Deutschvölkische Schutz- und Trutzbund, der jedoch im Gefolge des Fememords an  Walter Rathenau 1922 verboten wurde. Joerges trat weiterhin als Autor antisemitischer Publikationen in Erscheinung.
Er starb kurz vor seinem 52. Geburtstag. Seine Grabstätte befindet sich auf dem Südwestkirchhof Stahnsdorf.

## Schriften
- Zur Lehre vom Miteigenthum und der gesamten Hand nach deutschem Reichsrecht, Stuttgart 1900 (Diss.).
- Die Juden und der Antisemitismus. In: Der Bund. Führerblätter des Großdeutschen Jugendverbandes. D.N.J. Nr. 9/1925, S. 2 ff.
- Der Antisemitismus als volkspsychologische Erscheinung. In: Der Bund. Führerblätter des Großdeutschen Jugendbundes. D.N.J. Nr. 10/1925, S. 2 ff.
- Die weltgeschichtliche Bedeutung des Judentums und seine Zukunft. Berlin 1927 (urn:nbn:de:hebis:30-180015048000).